# Вишня Йосіно
Слива токійська, слива єдська, вишня токійська, вишня єдська, ви́шня Йо́сіно[джерело?], соме́йська ви́шня Йо́сіно[джерело?] (яп. 染井吉野, そめいよしの, МФА: [soːmei̯ joɕino]) або едо́ська ви́шня[джерело?] (лат. Prunus × yedoensis) — декоративне дерево підроду вишень, японська сакура. Гібрид осімської та рожевої вишні. Поширене в смузі помірного клімату. Часто виступає як узагальнення для усіх сакур.
До назви «сакура» японські дендрологи зазвичай відносять види P. serrulata Lindl. , P. campanulata Maxim., P. glandulosa (Hook.) Torr. & A.Gray, P. jamasakura Siebold, P. lannesiana (Carrière) E.H.Wilson, P. sargentii Rehder, P. sieboldii Koidz., P. subhirtella Miq. та P. yedoensis Matsum.

## Етимологія
Японська назва походить від землі Йосіно, місця поширення диких сакур, та села Сомей (сучасний район Тосіма, Токіо), місця вирощування цієї гібридної вишні. Дослівно «Вишня Йосіно» — означає «дика вишня». Латинська назва походить від міста Едо, старої назви Токіо. Інші назви:
- Сакура Йосіно
- Сакура Сомей-Йосіно
- Токійська вишня
- Токійська сакура.

## В культурі
Вишня Йосіно є квіткою-символом японської столиці Токіо.

## Сорти
- 'Ivensii' [8]
- 'Kanzan'[en]